# Love, Honor and Behave
Pour plus de détails, voir Fiche technique et Distribution.
Love, Honor and Behave est un film américain réalisé par Stanley Logan, sorti en 1938.

## Fiche technique
- Titre : Love, Honor and Behave
- Réalisation : Stanley Logan
- Scénario : Clements Ripley, Michael Jacoby, Robert Buckner et Lawrence Kimble
- Costumes : Howard Shoup
- Photographie : George Barnes
- Montage : Owen Marks
- Société de production : Warner Bros.
- Pays de production : États-Unis
- Format : Noir et blanc - 1,37:1 - Mono
- Genre : drame
- Durée : 71 minutes
- Date de sortie : 1938

## Distribution
- Wayne Morris : Ted Painter
- Priscilla Lane : Barbara Blake
- John Litel : Jim Blake
- Thomas Mitchell : Dan Painter
- Dick Foran : Pete Martin
- Barbara O'Neil : Sally Painter
- Mona Barrie : Lisa Blake
- Minor Watson : Dr Mac
- Donald Briggs (en) : Professeur de tennis
- Margaret Irving : Nan Bowleigh
- Gregory Gaye : Conte Humbert
- Dickie Moore : Ted (enfant)
- Audrey Leonard : Barbara (enfant)
- Crauford Kent : Commentateur de tennis